# اچ‌ام‌اس ساترلند (۱۷۴۱)
اچ‌ام‌اس ساترلند (۱۷۴۱) (به انگلیسی: HMS Sutherland (1741)) یک کشتی بود که طول آن ۱۳۴ فوت (۴۰٫۸ متر) بود. این کشتی در سال ۱۷۴۱ ساخته شد.